# Oreobates saxatilis
Oreobates saxatilis is een kikker uit de familie Strabomantidae en werd voor het eerst wetenschappelijk beschreven door Duellman in 1990. De soort komt voor in Peru op verschillende plaatsen op hoogtes van 360 tot 680 meter boven het zeeniveau. .